# Манастир (Варненская область)
Манастир (болг. Манастир) — село в Болгарии. Находится в Варненской области, входит в общину Провадия. Население составляет 522 человека.

## Политическая ситуация
В местном кметстве Манастир, в состав которого входит Манастир, должность кмета (старосты) исполняет Стоян  Проданов Георгиев (Граждане за европейское развитие Болгарии (ГЕРБ)) по результатам выборов правления кметства.
Кмет (мэр) общины Провадия — Георги Стоянов Янев (ДНГ) по результатам выборов в правление общины.